# Randale Records
Randale Records ist ein deutsches Oi!- und Punk-Label aus Schramberg (Baden-Württemberg). Randale Records verfügt über einen eigenen Vertrieb sowie einen Mailorder (Randaleshop). Das Ladenlokal befindet sich im Gasthaus Welschdorf in Schiltach.

## Geschichte
Ursprünglich als "Oli & Ela Records" 2003 (Veröffentlichungen waren u. a. G.V.O.S., Freiboiter, Punkroiber) von Oliver Moosmann gegründet, wurde das Label später, nach dem Einstieg von Diana Schuler, in "Randale Records" umbenannt. Neben Veröffentlichungen verschiedener Bands aus dem Oi!- und Punkbereich werden auch Konzerte (zunächst in der Forellenstube im Bernecktal und heute im Gasthaus Welschdorf) veranstaltet. Es wird jedes Jahr das Festival "Randale Meeting" veranstaltet, bei dem verschiedene Bands des Labels vorgestellt werden. Randale Records betreibt den Mailorder und das Ladenlokal "Randaleshop". Im Gasthaus Welschdorf finden auch andere Veranstaltungen, wie z. B. Kneipenabende und Themenabende statt. Darüber hinaus wurde bei Randale Records das Buch "Cock Sparrer – Der beste Platz im Haus" von Cock Sparrer-Schlagzeuger Steve Bruce in der deutschen Übersetzung veröffentlicht.

## Liste der Veröffentlichungen (Auswahl)
Randale Records veröffentlicht Künstler aus dem Oi!- und Punkbereich, unter anderem:
- Bierpatrioten
- Booze & Glory
- Cock Sparrer
- Cockney Rejects
- Evil Conduct
- Lammkotze
- Pöbel & Gesocks
- Rancid
- The Business
- Toxpack
- Stomper 98
- Warrior Kids

## Hintergrund und Kritik
Randale Records wird häufig vorgeworfen, dass sie Bands aus der sogenannten "Grauzone" veröffentlichen. 2010 gab es massive Kritik, da Randale Records die CD »The Return« der 4-Skins heraus brachte und ein Konzert mit den 4-Skins in Schramberg veranstaltet haben.